# Podfuk v Berners Street

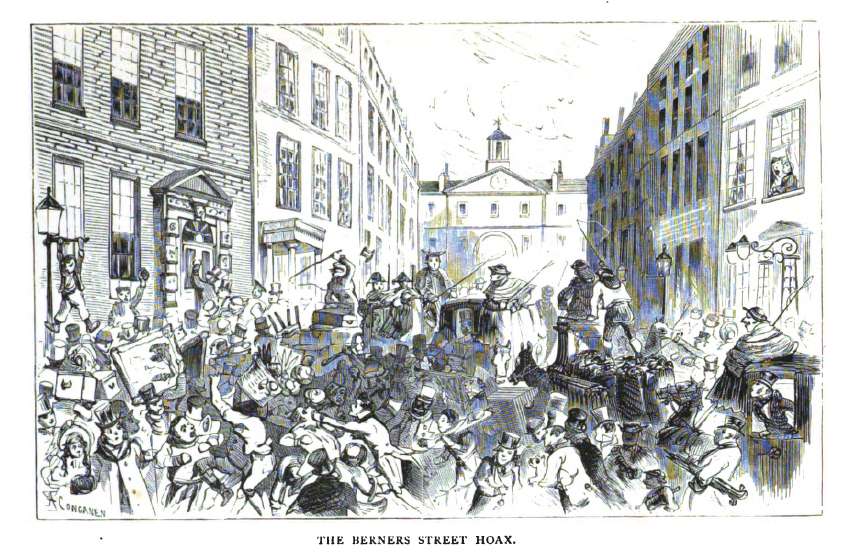
Podfuk v Berners Street. Litografie Alfréda Concanena

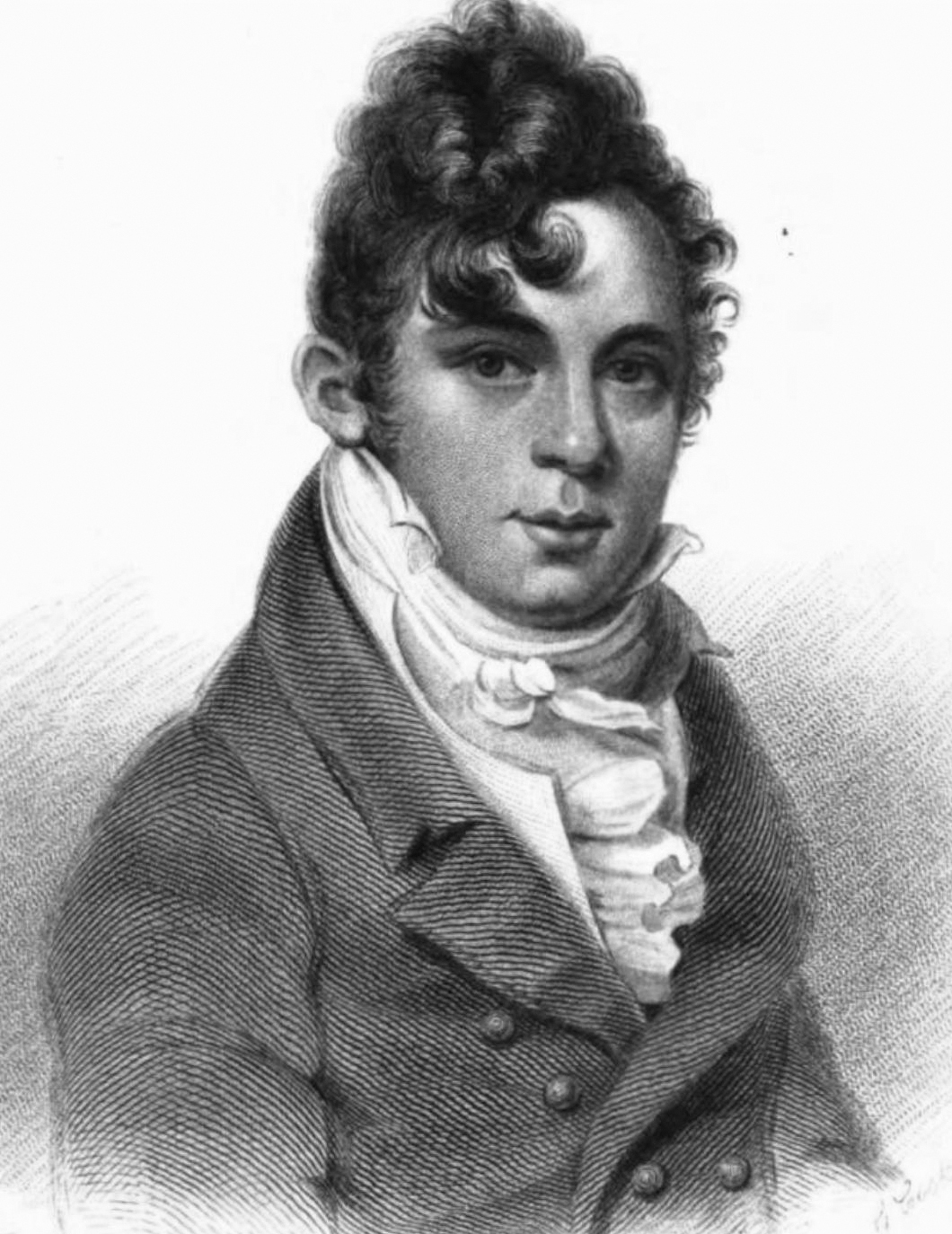
Theodore Hook, pachatel podvodu

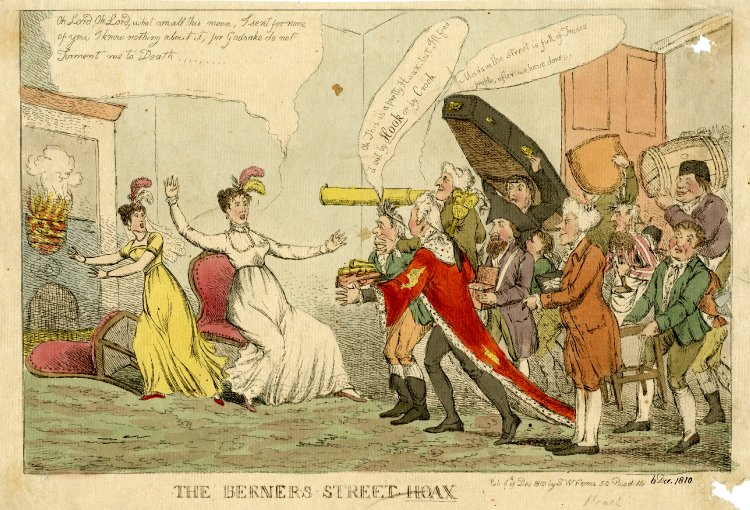
Berners Street Hoax, karikatura

Podfuk v Berners Street (anglicky Berners street Hoax) byla falešná zpráva, kterou v roce 1809[ujasnit] rozšířil Theodore Hook ve čtvrti Westminster i dalších částech Londýna. Hook se vsadil se svým přítelem Samuelem Beazeleym, že dokáže libovolný dům v Londýně udělat nejčastějším předmětem hovoru po celý týden. Toho dosáhl tak, že rozeslal tisíce dopisů jménem paní Tottenhamové, která žila na Berners Street 54. V nich žádal o doručení zboží, návštěvu či pomoc.

## Průběh událostí
V pět hodin ráno 27. listopadu dorazil k domu paní Tottenhamové kominík, aby vymetl komíny. Služebná, která otevřela dveře, mu sdělila, že o vymetení nikdo nežádal, a že jeho služby nejsou potřeba. O několik okamžiků později přišel další kominík, a pak další a další, celkem 12. Když vyprovodila posledního z nich, dorazila flotila vozů s uhlím, následovaná řadou cukrářů přivážejících velké svatební dorty, následně lékař, právníci, vikáři a kněží, zavolaní k někomu v domě, o kom jim bylo řečeno, že umírá. Mezi dalšími, kteří se objevili, byli rybáři, ševci; další donesli více než tucet klavírů spolu s „šesti urostlými muži nesoucími varhany“. Dorazili také hodnostáři, včetně guvernéra Bank of England, vévody z Yorku a Albany, arcibiskupa z Canterbury a londýnského primátora. Úzké uličky se brzy ucpaly řemeslníky a přihlížejícími. Proud návštěv a zásilek pokračoval až do podvečera a způsobil kolaps velké části Londýna.
Byli povoláni všichni dostupní policisté, aby rozehnali lid – byli umístěni na rozích Berners Street, aby nedovolili obchodníkům přiblížit se se svým zbožím k domu. Ulici se nepodařilo uvolnit ani do pozdních večerních hodin, neboť v pět hodin začali přicházet sluhové všech vyznání ucházet se o práci. Později se ukázalo, že rozliční obchodníci dostali doporučující dopisy od důvěryhodných osob. Za dopadení autora zločinného podvodu byla nabídnuta odměna.
Hook se usadil v domě přímo naproti Berners Street 54, odkud on a jeho přítel celý den sledovali, jak se chaos rozvíjí.
Přes snahu najít pachatele se Hookovi podařilo uniknout odhalení, i když mnozí z těch, kteří ho znali, ho podezřívali. Údajně se rozhodl „odpočinout si na týden nebo dva“ a pak vyrazil na cestu po venkově, prý za účelem ozdravného pobytu.
Na parcele na Berners Street 54 je nyní Sanderson Hotel.